# Agrippa Postumus
Marcus Vipsanius Agrippa Postumus, (Kr. e. 12 – Kr. u. 14), más néven Agrippa Postumus vagy Postumus Agrippa Augustus római császár unokája, Marcus Vipsanius Agrippa és Julia Caesaris ötödik, atyjának halála után született gyermeke volt.
Postumus Agrippa nem sokkal apja, a tehetséges hadvezér halála után született, amikor is két bátyját, Caiust és Luciust Augustus örökbe fogadta. Feltehetően régi barátja iránti tiszteletből nem fogadta örökbe az utószülött gyermeket, így maradt valaki, aki tovább vihette az Agrippa nevet.
Csak kevés korabeli információ áll rendelkezésünkre Postumust illetően. Gyakorlatilag minden római történész egyetért abban, hogy faragatlan, nyers személyiség volt. Tacitus is csak annyit ír a javára, hogy semmiféle botrányban nem volt része. Mindenesetre Kr. u. 6 – 7 körül Augustus száműzte őt Planasia szigetére. Tacitus azt sugallja, hogy Livia császárné keze lehetett a dologban, aki sosem szerette, sőt kerülte Postumust, és száműzésével fia, Tiberius számára biztosította az öröklést. Azonban köztudott, hogy Tacitusnak csak kevés forrásanyag állt rendelkezésére, ráadásul eléggé ellenségesen viszonyult a Iulius-Claudius-dinasztiához.
Robert Graves híres történelmi regénye, az Én, Claudius Tacitus álláspontját teszi magáévá, sőt még egy fiktív incidenssel is megfűszerezi a történetet, miszerint miután Livia hatására Augustus elhidegült unokájától, a császárné és unokája, Livilla csapdába csalta Postumust, és nemi erőszak vádjával illették. A történészek nagy része ma elveti a Livia örökösödési intrikáival kapcsolatban kialakult legendákat.
Mindenesetre Postumus száműzetése valóban biztosította Tiberius számára Augustus örökségét. Tacitus szerint Augustus 13-ban szigorúan titkos látogatást tett száműzött unokájánál, akitől bocsánatot kért, és beavatta terveibe, melyek szerint visszavitte volna Rómába. A történet szerint a princepsszel tartott egy bizalmas barátja, Fabius Maximus is, ám Maximus felesége, Marcia véletlenül elmesélte Liviának az esetet. Maximust hamarosan holtan találták, Marcia pedig önmagát okolta férje haláláért. Hogy bármi igazságalapja van-e a történetnek, az kérdéses. Akárhogy is történt, Augustus a következő évben elhunyt, Postumus pedig még mindig Planasián raboskodott. Nem sokkal később őrei kivégezték.
Hogy ki rendelte el Postumus, a lehetséges trónkövetelő megöletését, az kérdéses. Amint Tiberius értesült a dologról, nyilvánosan helytelenítette. Olyan feltételezés is napvilágot látott, hogy maga Augustus parancsolta meg végakaratának titkos részein keresztül, hogy végezzenek unokájával, amint ő meghal. A legvalószínűbbnek az tűnik, hogy vagy Tiberius, vagy Livia (ez utóbbi esetleg fiának tudta nélkül) adta ki az utasítást, kihasználva a császár halálát követő kezdeti zavaros politikai helyzetet.